# Henrichemont
Henrichemont ist eine französische Gemeinde mit 1.713 Einwohnern (Stand 1. Januar 2022) im Département Cher in der Region Centre-Val de Loire. Sie gehört zum Arrondissement Bourges und zum Kanton Saint-Germain-du-Puy.

## Geographie
Henrichemont liegt etwa 26 Kilometer nordnordöstlich von Bourges. Knapp außerhalb der nordwestlichen Gemeindegrenze verläuft das Flüsschen Vernon, ein Zufluss der Petite Sauldre, die an der südwestlichen Grenze verläuft. Umgeben wird Henrichemont von den Nachbargemeinden Ivoy-le-Pré im Nordwesten und Norden, La Chapelotte im Nordosten und Osten, Humbligny im Osten und Südosten, Morogues im Südosten, Parassy im Süden, Menetou-Salon im Südwesten sowie Achères im Südwesten und Westen.
Hier befindet sich eine militärische Funkstation.

## Geschichte
Henrichemont wurde 1609 durch Maximilien von Béthune, dem Herzog von Sully, gegründet. Zuvor bestand hier lediglich das Dorf Boisbelle. Bis in das späte 17. Jahrhundert bestand ein souveränes Fürstentum Henrichemont.

### Bevölkerungsentwicklung
| Jahr                       | 1962 | 1968 | 1975 | 1982 | 1990 | 1999 | 2010 | 2019 |
| 2137                       | 1973 | 1894 | 1826 | 1845 | 1829 | 1813 | 1797 | 1729 |
| Quellen: Cassini und INSEE |      |      |      |      |      |      |      |      |

## Sehenswürdigkeiten
- Kirche Saint-Laurent aus dem 19. Jahrhundert
- Wallburg (Motte)
- Töpfereimuseen und Töpfer in La Borne

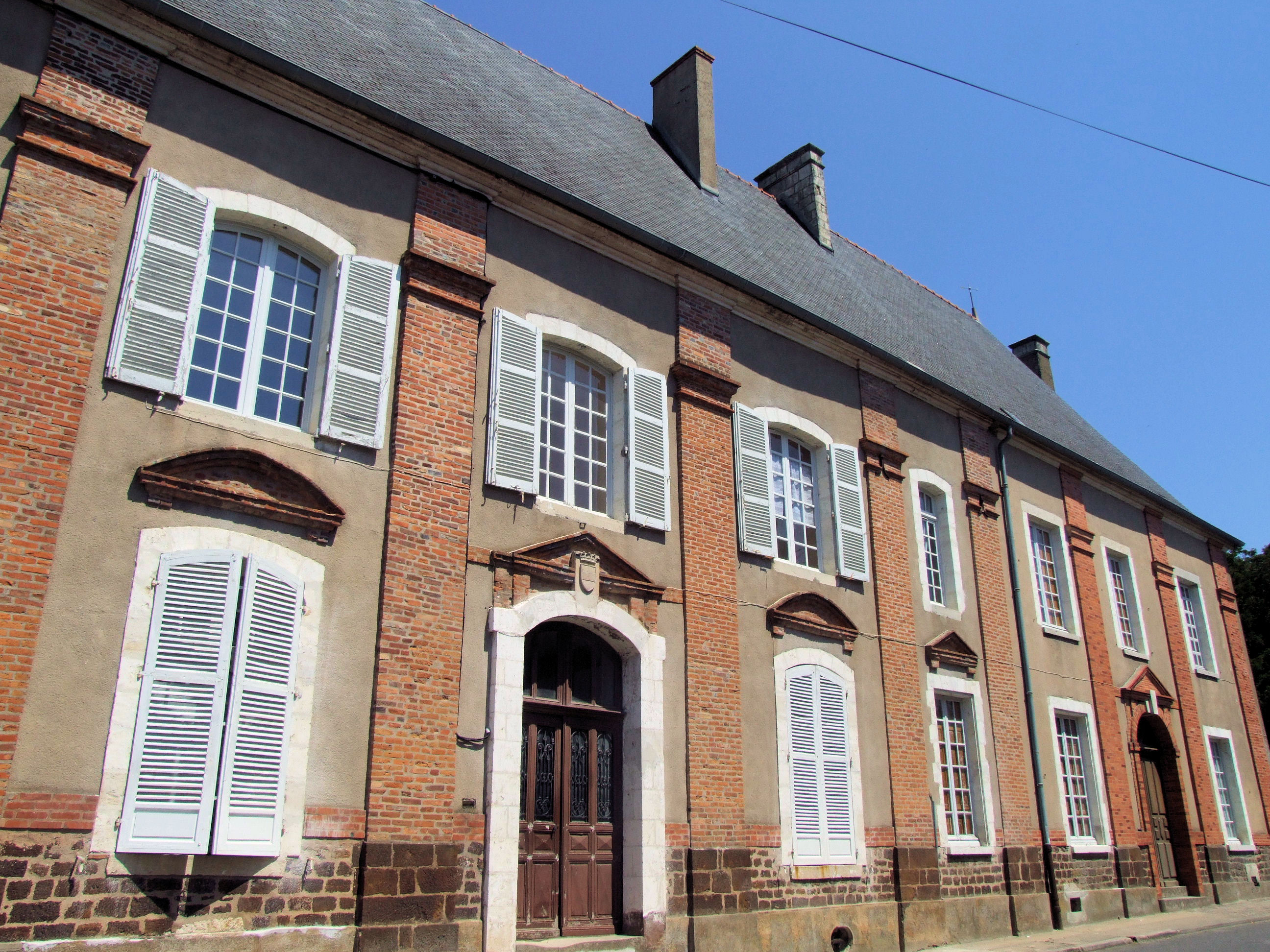
Haus Sully

- Alte Münze
- Haus Sully, Monument historique